# Гиалоидный канал
Гиалоидный канал — прозрачный канал, проходящий через стекловидное тело глаза от диска оптического нерва к хрусталику, у плода содержит гиалоидную артерию, которая исчезает к четвертому месяцу беременности. Другое название — Клокетов канал.
Гиалоидный канал участвует в аккомодационной функции глаза, представляя собой изменяемый резервуар подвижной жидкости, которая может легко и быстро сдвигаться назад при положительной аккомодации и вперед при отрицательной.